# 亞馬遜河鉛筆魚
亞馬遜河鉛筆魚（学名：Nannostomus limatus），為輻鰭魚綱脂鯉目脂鯉亞目鱂脂鯉科的其一種，分布於南美洲巴西Santarém的亞馬遜河流域，體長可達3.6公分，棲息中底層水域，生活習性不明。